# Samtgemeinde Lamspringe

Lage der ehemaligen Samtgemeinde im Landkreis Hildesheim

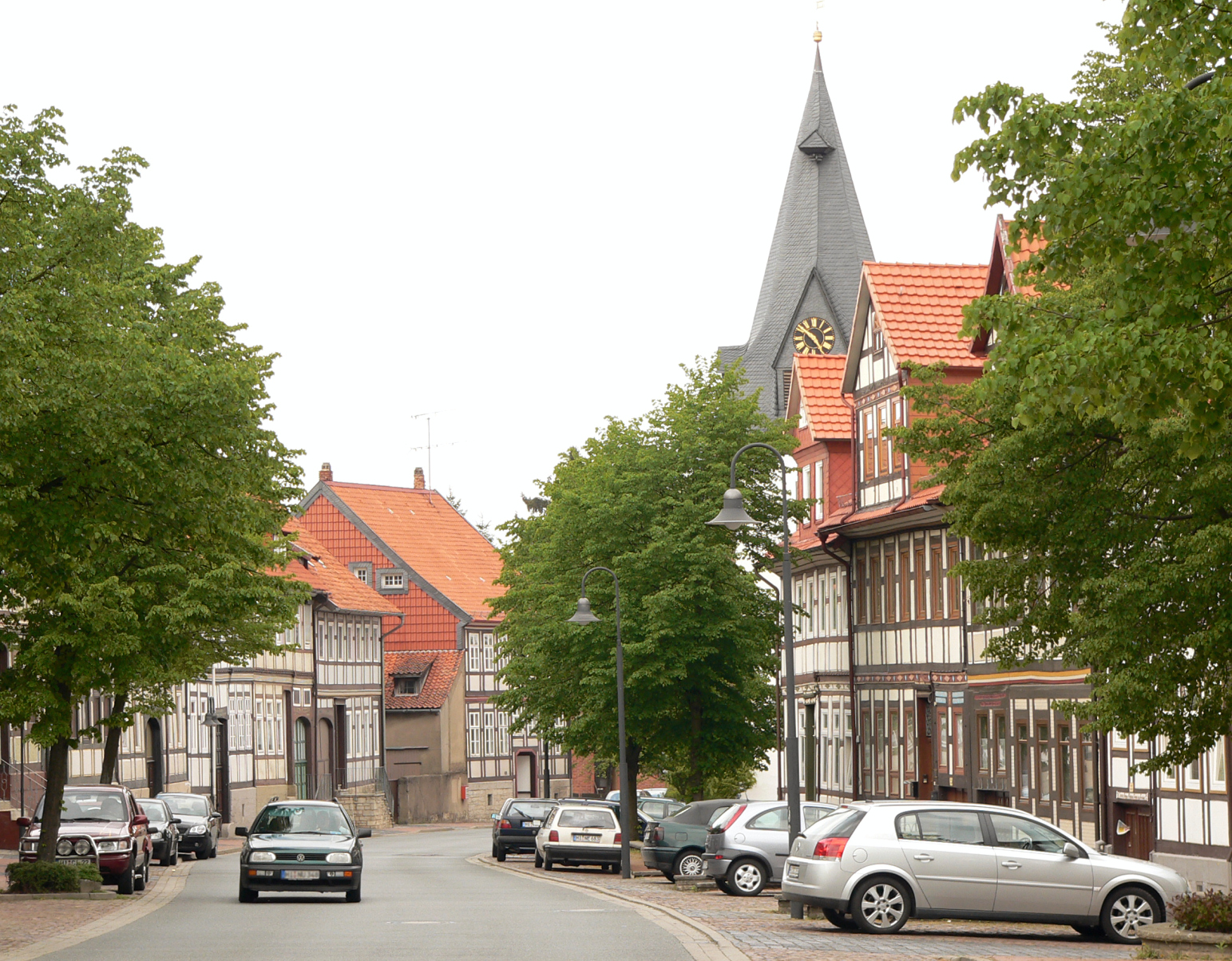
Ortsmitte von Lamspringe

Die Samtgemeinde Lamspringe war eine Samtgemeinde im Landkreis Hildesheim in Niedersachsen. In ihr waren fünf Gemeinden zur Erledigung ihrer Verwaltungsgeschäfte zusammengeschlossen. Der Verwaltungssitz befand sich in Lamspringe. Zum 1. November 2016 wurde die bisherige Samtgemeinde in eine Einheitsgemeinde überführt.

## Geografie
Die Samtgemeinde Lamspringe lag auf 213 m ü. NN.

## Gliederung
Zur Samtgemeinde gehörten folgende fünf damals eigenständige Gemeinden:
- Harbarnsen (mit Irmenseul)
- Lamspringe (Flecken) (mit Glashütte)
- Neuhof (mit Ammenhausen und Wöllersheim)
- Sehlem (mit Evensen)
- Woltershausen (mit Hornsen, Graste und Netze)

## Geschichte
Die Samtgemeinde Lamspringe entstand am 1. Juli 1965 aus den damaligen Gemeinden Flecken Lamspringe, Evensen, Graste, Netze, Harbarnsen, Irmenseul, Woltershausen und Wöllersheim. 1972 schloss sich die Gemeinde Neuhof an, und 1974 wurde die Gemeinde Sehlem angegliedert. Ebenfalls 1974 verringerte sich die Anzahl der Gemeinden durch Fusionen.
Die Samtgemeinde wurde zum 1. November 2016 aufgelöst. An ihre Stelle trat die neue Gemeinde Lamspringe, die alle bisherigen Teile der Samtgemeinde umfasst.

## Politik

### Samtgemeinderat
Der Rat der Samtgemeinde Lamspringe bestand aus 16 Ratsfrauen und Ratsherren. Dies ist die festgelegte Anzahl für eine Samtgemeinde mit einer Einwohnerzahl zwischen 5.001 und 6.000 Einwohnern. Die 16 Ratsmitglieder werden durch eine Kommunalwahl für jeweils fünf Jahre gewählt.

### Wappen
Das Wappen der Samtgemeinde wurde 1989 eingeführt.
Beschreibung: In Gold fünf kreuzförmig angeordnete rote Blätter.
Begründung:
Die fünf Blätter symbolisieren die Gleichberechtigung der Mitgliedsgemeinden und weisen auf die waldreiche Umgebung hin.
Die Farben Rot und Gold stehen für die frühere Zugehörigkeit zum Hochstift Hildesheim. Die Kreuzform erinnert an die historische Bedeutung des Klosters Lamspringe für den Raum der heutigen Samtgemeinde.